# Zwarte duivels (Nederland)
Bij het uitbreken van de Tweede Wereldoorlog bevonden zich eenheden van het Korps Mariniers in Nederland, Nederlands-Indië, de Nederlandse Antillen en Suriname. Vooral bij de verdediging van de Maasbruggen in Rotterdam hebben mariniers een imponerende rol gespeeld. Een marinierseenheid die zich voorbereidde om naar Nederlands-Indië te worden uitgescheept verdedigde met succes de bruggen over de Maas en voorkwam hiermee dat de Fallschirmjäger konden aansluiten bij de conventionele Duitse infanterie.
Toen de Nederlandse capitulatie was getekend en de mariniers hun stellingen hadden verlaten was de lokale Duitse commandant verbaasd toen hij slechts een handvol troepen tevoorschijn zag komen in hun zwarte uniformen. De Oberleutnant noemde de mariniers die schwarzen Teufel ('de zwarte duivels') vanwege hun donkerblauwe overjassen, zwartgeblakerde gezichten en moedige verzet.